# بينك بانثر: بينكاديليك بورسوت
بينك بانثر: بينكاديليك بورسوت (بالإنجليزية:Pink Panther: Pinkadelic Pursuit) لعبة فيديو مغامرات تعمل على جهاز بلاي ستيشن 1 ولقد صدرت عام 2002  وبطلها هو النمر الوردي.